# 2-oksoaldehid dehidrogenaza (NAD+)
2-oksoaldehid dehidrogenaza (+) (EC 1.2.1.23, alfa-ketoaldehidna dehidrogenaza, metilglioksalna dehidrogenaza, +-vezana alfa-ketoaldehidna dehidrogenaza, 2-ketoaldehidna dehidrogenaza, +-zavisna alfa-ketoaldehidna dehidrogenaza) je enzim sa sistematskim imenom 2-oksoaldehid:NAD+ 2-oksidoreduktaza. Ovaj enzim katalizuje sledeću hemijsku reakciju
2-oksoaldehid + NAD+ +2O {\displaystyle \rightleftharpoons } 2-okso karboksilat + NADH + H+
Ova enzim nije identičan sa EC 1.2.1.49, 2-oksoaldehidnom dehidrogenazom (NADP+).

## Literatura
- Nicholas C. Price; Lewis Stevens (1999). Fundamentals of Enzymology: The Cell and Molecular Biology of Catalytic Proteins (Third изд.). USA: Oxford University Press. ISBN 019850229X.
- Eric J. Toone (2006). Advances in Enzymology and Related Areas of Molecular Biology, Protein Evolution (Volume 75 изд.). Wiley-Interscience. ISBN 0471205036.
- Branden C; Tooze J. Introduction to Protein Structure. New York, NY: Garland Publishing. ISBN 0-8153-2305-0.
- Irwin H. Segel. Enzyme Kinetics: Behavior and Analysis of Rapid Equilibrium and Steady-State Enzyme Systems (Book 44 изд.). Wiley Classics Library. ISBN 0471303097.

## Spoljašnje veze
- 2-oxoaldehyde+dehydrogenase+(NAD+) на 